# Couternon
Couternon ist eine französische Gemeinde mit 1.903 Einwohnern (Stand 1. Januar 2022) im Département Côte-d’Or in der Region Bourgogne-Franche-Comté. Sie gehört zum Arrondissement Dijon und zum Kanton Saint-Apollinaire. Die Einwohner der Gemeinde werden Acétillois oder Acétilloises genannt.

## Geographie
Die nächste große Stadt Dijon liegt Luftlinie sechs Kilometer weiter westlich. Umgeben wird Couternon von der Gemeinde Varois-et-Chaignot im Norden, von Arc-sur-Tille im Osten, von Chevigny-Saint-Sauveur im Süden und von Dijon im Westen. 

## Bevölkerungsentwicklung
| Jahr                       | 1962 | 1968 | 1975 | 1982 | 1990 | 1999 | 2006 | 2008 | 2012 | 2019 |
| Einwohner                  | 228  | 345  | 590  | 745  | 1116 | 1515 | 1608 | 1635 | 1780 | 1912 |
| Quellen: Cassini und INSEE |      |      |      |      |      |      |      |      |      |      |